# Rudolph Maisel
Rudolph („Rudi“) Maisel (auch: Rudolf Maisel; * 1. August 1901 in Halle (Saale); † 21. September 1956) war ein deutscher Gewerkschafter und Politiker (KPD/SED). Er war von 1946 bis 1950 Landesvorsitzender des FDGB in Sachsen-Anhalt.

## Leben
Maisel, Sohn einer Arbeiterfamilie, absolvierte nach dem Besuch der Volksschule eine Lehre zum Kupferschmied, besuchte von 1917 bis 1920 eine gewerbliche Fortbildungsschule und war anschließend im Beruf tätig. 1917 wurde er Mitglied des Deutschen Metallarbeiter-Verbandes (DMV). 1928 trat er der KPD bei. 1930 wurde er aus dem DMV ausgeschlossen und Mitglied der Revolutionären Gewerkschafts-Opposition.
Nach der Machtergreifung durch die Nationalsozialisten beteiligte sich Maisel am Widerstand. Von Februar bis Dezember 1933 war er als „Schutzhäftling“ im
KZ Sonnenburg, von Januar bis Mai 1934 im Polizeigefängnis Halle inhaftiert.
Nach seiner Entlassung musste er seinen Lebensunterhalt von 1934 bis 1936 als Kurzarbeiter bestreiten. Im März 1936 wurde er erneut verhaftet und blieb bis zum November des Jahres im Polizeigefängnis Halle inhaftiert. Von 1936 bis 1938 arbeitete er als Kupferschmied bei den Mitteldeutschen Stahlwerken, von 1938 bis 1945 als Kupferschmied und Monteur bei der Firma „Max Böttger“ in Halle (Saale).
1945 gehörte er zu den Gründern des FDGB in der Provinz Sachsen und war Vorsitzender des halleschen Ortsausschusses. Von 1946 bis 1950 war Maisel Erster Vorsitzender des FDGB-Landesvorstandes Sachsen-Anhalt. Im gleichen Zeitraum gehörte er als Mitglied auch dem FDGB-Bundesvorstand an.
Von Mai 1945 bis 1946 gehörte Maisel der KPD-Bezirksleitung der Provinz Sachsen und war dort Sekretär für Gewerkschaftsarbeit, ab April 1946 gehörte Maisel dem SED-Provinzialvorstand bzw. dem Landesvorstand Sachsen-Anhalt an.
Von 1946 bis 1950 war er Mitglied des Landtages von Sachsen-Anhalt, von 1948 bis 1950 Mitglied des Volksrates bzw. der Volkskammer.